# Adolf Jensen (Komponist)

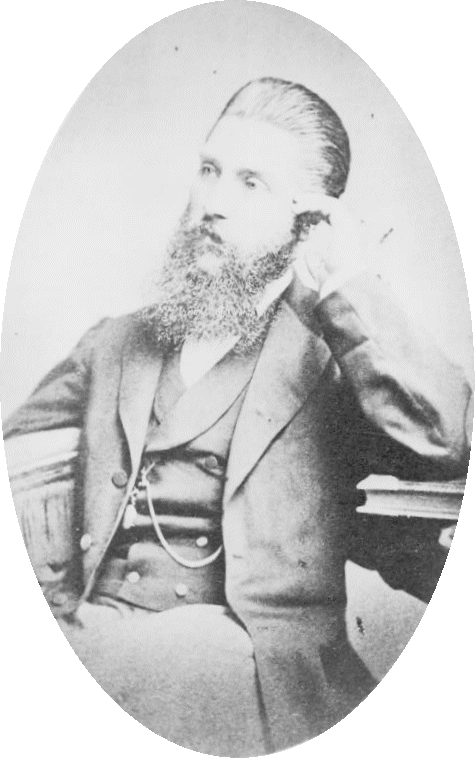
Adolf Jensen

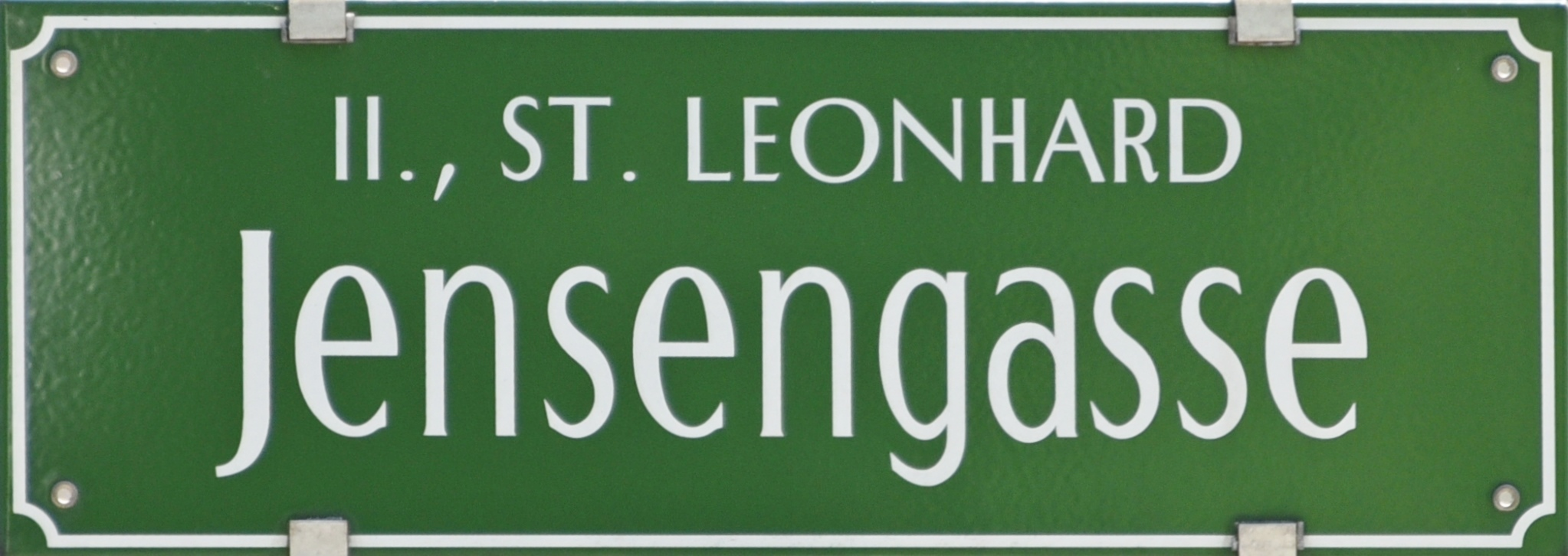
Straßenschild der Jensengasse in Graz

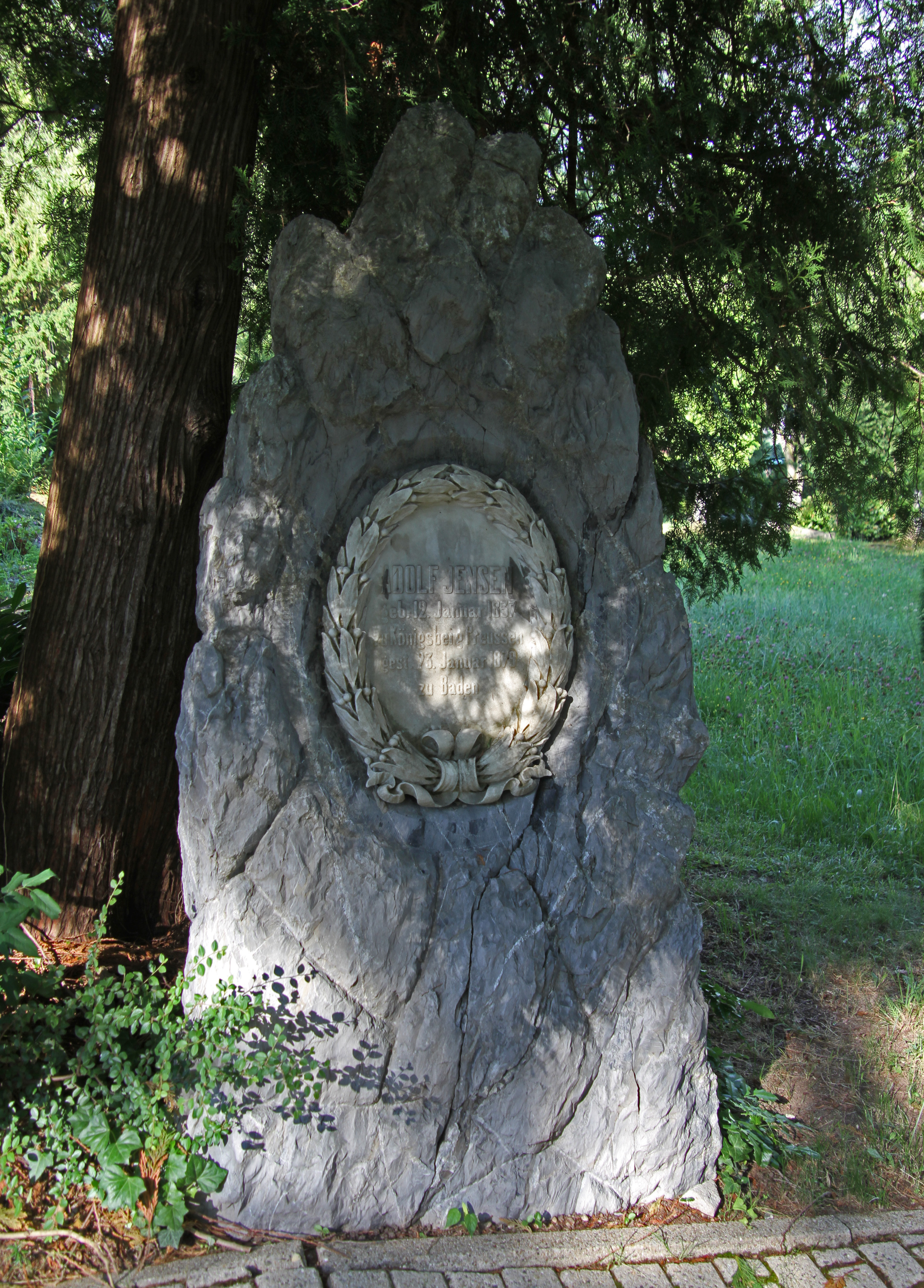
Grabdenkmal auf dem Hauptfriedhof Baden-Baden

Adolf Jensen (* 12. Januar 1837 in Königsberg; † 23. Januar 1879 in Baden-Baden) war ein deutscher Komponist, Pianist und Musikpädagoge. Er war der Bruder des Komponisten Gustav Jensen.

## Leben
Adolf Jensen entdeckte zunächst als Autodidakt sein Musiktalent. 1852 studierte er bei Louis Ehlert und Friedrich Marpurg (1825–1884), dem Urenkel des Musiktheoretikers Friedrich Wilhelm Marpurg, in Berlin. Franz Liszt (1811–1886) wurde auf ihn aufmerksam und förderte sein pianistisches Talent. Nach Beendigung seines Studiums ging er 1856 nach Russland, zunächst als Musiklehrer, wurde dann im Jahre 1857 Kapellmeister am Stadttheater in Posen und studierte danach weitere zwei Jahre in Kopenhagen bei Niels Wilhelm Gade. 1860 kehrte er nach Königsberg zurück und gelangte dort schnell zu Ansehen als Komponist und als Lehrer. 1866 erhielt er einen Ruf als Professor für Klavier nach Berlin an Tausigs „Schule für das höhere Klavierspiel“. Dort lehrte er bis 1868, siedelte dann nach Dresden um, wo er als Musikdirektor in der Lüttichaustr. 29 gemeldet war, und zog 1870 nach Graz. Hier lebte er bis 1875, zuletzt im Haus Maiffredygasse 2 (Gedenktafel von Hans Brandstetter, 1909).
Seine letzten vier Lebensjahre verbrachte er in Baden-Baden, wo er regelmäßigen Kontakt mit seinem Freund Johannes Brahms (1833–1897) hatte. Am 23. Januar 1879 verstarb er im Alter von nur 42 Jahren in Baden-Baden an einer schweren Lungenkrankheit.
Durch Jensens überaus poetisch musikalisches Empfinden galt er zu seiner Zeit als geistiger Nachfolger Robert Schumanns. Die romantische Sensitivität seiner Kompositionen, insbesondere jedoch auch die Beliebtheit einiger seiner Stücke im Rahmen der Hausmusik für höhere Töchter führten dazu, dass seine Musik gelegentlich auch als Kitsch abgestempelt und in die Nähe der Salonmusik gerückt wurde.
Sein Vetter war der Schauspieler Paul Jensen.

## Werke
Jensen komponierte vorwiegend Liedvertonungen (176 Werke) und Klavierwerke.
Jensen schrieb einige Liederzyklen, unter anderem Dolorosa, Gaudeamus, das spanische Liederbuch. Seine bedeutendsten Kompositionen waren jedoch vor allem Klavierstücke. Hier sind besonders zu erwähnen: Innere Stimmen, Valse brillante, Fantasiestücke, Romantische Studien, Berceuse, Wanderbilder, Impromptus, Sonate fis-Moll, 25 Etüden, Erotikon, Erinnerungen und die Scènes carnavalesques. Weiter schrieb Jensen eine Fülle von vierhändigen Kompositionen.